# Stepníkovití
Stepníkovití (Eresidae) jsou čeledí pavouků kteří žijí především v Africe a Eurasii. Je jich známo asi 100 druhů. Jsou to pavouci robustního vzhledu, mohou dorůstat velikosti od 10 do 25 mm. Svou mohutně vyvinutou hlavovou částí hlavohrudi vzdáleně připomínají skákavky, ale ve srovnání s nimi, jsou v průměru větší a mají nesrovnatelně menší oči. Čtyři lemují kraj karapaxu, za předníma středníma bezprostředně následuje další dvojice. Zbývající dvě jsou posazené daleko od sebe až za zadní okraj temene hlavového hrbolu. Některé rody stepníkovitých si budují podzemní nory - samci těchto druhů bývají často velmi pestře zbarveni. Jiné rody (Stegodyphus) si budují sítě na vegetaci. Kopulace stepníkovitých se obchází bez složitých zásnubních her, jaké jsou typické pro většinu ostatních skupin pavouků, samec při ní není ohrožen.
V Česku žijí zřejmě tři nebo čtyři druhy – častější je stepník rudý (Eresus kollari), vzácnější stepník černonohý (E. sandaliatus) a stepník moravský (E. moravicus). Někdy se do seznamu zahrnuje i stepník pálavský (E. cf. illustris) známý z území České republiky jen z nemnoha nálezů na Pálavě, jehož taxonomické zařazení je nejisté a obvykle je veden jako poddruh stepníka rudého. Nejnověji maďarskými arachnology objevený Eresus hermani nebyl dosud na území Česka potvrzen. Všechny druhy stepníků vyskytující se v České republice jsou zařazeny na červený seznam.